# Panzer Dragoon
Pour le titre initial, voir Panzer Dragoon (jeu vidéo).
 (octobre 2019).
Si vous disposez d'ouvrages ou d'articles de référence ou si vous connaissez des sites web de qualité traitant du thème abordé ici, merci de compléter l'article en donnant les références utiles à sa vérifiabilité et en les liant à la section « Notes et références ».
Panzer Dragoon est une série de jeux vidéo de Sega.

## Jeux

### Panzer Dragoon
Le premier épisode, intitulé Panzer Dragoon, sort en 1995 sur Saturn. Il propose au joueur d'incarner un personnage chevauchant un dragon dans un jeu de tir. Le joueur ne contrôle pas le dragon mais simplement les tirs du personnage. Jean Giraud, alias Moebius, a réalisé deux illustrations pour la version japonaise de Panzer Dragoon. il s'agit de la jaquette avant, et de la jaquette arrière.

### Panzer Dragoon Zwei
Panzer Dragoon Zwei continue la série sur Saturn en 1996.

### Panzer Dragoon Mini
Panzer Dragoon Mini constitue un spin-off imitant le style de Space Harrier. Il est sorti le 22 novembre 1996 au Japon, uniquement sur Game Gear.

### Panzer Dragoon Saga
Panzer Dragoon Saga (1998) est un épisode à part dans la série puisqu'il rompt avec le jeu de tir et propose un jeu de rôle, comprenant des phases de tir. Il est développé par Team Andromeda comme les deux premiers épisodes.

### Panzer Dragoon Orta
Panzer Dragoon Orta (2002) est réalisé par une autre équipe de Sega : Smilebit et sort sur Xbox. Il change le gameplay de la série avec la possibilité pour le joueur d'accélérer, de ralentir et de faire changer son dragon parmi trois formes. Le premier épisode, Panzer Dragoon est inclus dans le jeu.

### Panzer DragoonVoyage Record
En mars 2020, Sega annonce le développement de Panzer Dragoon Voyage Record, dont la sortie est prévue sur PC entre fin 2020 et début 2021 ; dans cet épisode, le joueur pourra revisiter en réalité virtuelle des niveaux issus des trois épisodes de la série sortis sur Saturn.

### Panzer Dragoon:Remake
Le 26 mars 2020, un remake du premier épisode, intitulé Panzer Dragoon: Remake, sort sur Nintendo Switch.